# Arby's
A Arby's é uma rede americana de restaurantes de sanduíches de fast food com mais de 3.300 restaurantes. A principal propriedade da Inspire Brands, ficou em terceiro lugar em vendas em todo o sistema nos Estados Unidos nos setores de restaurantes de serviço rápido e fast casual em 2012, atrás do Subway e do Panera Bread. Em outubro de 2017, a Food & Wine chamou a Arby's de "a segunda maior cadeia de sanduíches da América (depois do Subway)".
O Roark Capital Group adquiriu 81,5% do Arby's Restaurant Group em julho de 2011 e agora é o proprietário majoritário da Inspire Brands. A Wendy's Company detinha uma participação minoritária de 18,5% na Arby's após a aquisição pela Roark Capital; essa participação foi reduzida para 12,3% após a compra da Buffalo Wild Wings e foi vendida de volta para a Inspire Brands em 16 de agosto de 2018, por US$ 450 milhões, um prêmio de 38%.
A Arby's é mais conhecida por vender sanduíches de rosbife. Outros itens do cardápio pelos quais a rede é conhecida incluem gyros, wraps, sanduíches de frango e milkshakes. Sua sede fica em Sandy Springs, Geórgia, um subúrbio de Atlanta que usa endereços de correspondência de Atlanta. Em 2019, havia 3.472 restaurantes. Há unidades em sete países fora dos Estados Unidos: Canadá, Costa Rica, Egito, México, Arábia Saudita, Coreia do Sul e Turquia.

## História
Forrest e Lorey Raffael, proprietários de uma empresa de equipamentos para restaurantes, fundaram a empresa com a ideia de criar uma franquia de fast food diferente dos modelos tradicionais populares na época nos Estados Unidos, que geralmente se especializavam na venda de hambúrgueres. O nome escolhido inicialmente, Big Tex, foi descartado porque já estava sendo usado por uma empresa em Akron.
Assim, optaram por nomear a nova empresa como "Arby's", sendo que as letras RB identificam as iniciais de "Raffael Brothers".
Eles fundaram seu primeiro restaurante em Boardman, Ohio, em 23 de julho de 1964. Para atrair uma clientela mais sofisticada do que a dos restaurantes tradicionais de fast food, o interior do local foi decorado em um estilo mais luxuoso, enquanto os sanduíches eram servidos com rosbife, batatas fritas e refrigerantes.
Um ano depois, o primeiro restaurante franqueado foi inaugurado em Akron, Ohio.
Durante a década de 1970, a expansão continuou em um ritmo de cerca de 50 lojas por ano. Logo se tornou o restaurante a oferecer um cardápio "light" com menos de 300 calorias.
Após uma tentativa malsucedida de abrir o capital da empresa por meio da venda de ações, em 1976 a família decidiu vender a franquia para a Royal Crown Cola Company por US$ 18 milhões. Leroy Raffael decidiu permanecer como CEO por alguns anos, até alguns anos após sua aposentadoria.